# Suzuki Torao
Suzuki Torao (japanisch 鈴木 虎雄; geboren 18. Januar 1878 in Yoshida (吉田町) (Präfektur Niigata); gestorben 20. Januar 1963) war ein japanischer Gelehrter der chinesischen Literatur und Verfasser von chinesischer und japanischer Lyrik.

## Leben und Wirken
Suzuki Torao stammte aus einer alten Gelehrtenfamilie, die den Makino in Nagaoka diente. Er zog nach Tokio und war dort Schüler an verschiedenen Schulen. 1900 machte er seinen Abschluss am im Fach Chinesisch der Geisteswissenschaftlichen Fakultät der Universität Tokio. Nach dem Abbruch des Graduiertenstudiums arbeitete er bei verschiedenen Zeitungen, übernahm auch Lehraufträge, bis er 1908 an der Universität Kyōto Assistenzprofessor und dann 1919 Professor wurde. 1938 wurde er als „Meiyo Kyōju“ verabschiedet.
Suzuki verfasste, angefangen mit „Shina-shi ronshi“ (支那詩 論史) im Jahr 1925, viele wichtige Beiträge zum Verständnis chinesischer Dichtkunst. Er übersetzte auch das gesamte Werk des Dichters Du Fu (712–770).
Seit 1939 war Suzuki Mitglied der Japanischen Akademie der Wissenschaften. 1958 wurde er als Person mit besonderen kulturellen Verdiensten geehrt, 1961 wurde er mit dem Kulturorden ausgezeichnet.